# 梦幻情侣
《幻想情侶》（韓語：환상의 커플），是韓國MBC電視台於2006年10月中至12月初，韓國時間逢星期六、日，晚上9時40分播放的劇集。此劇是MBC的特別企劃（특별기획）連續劇，被安排在週末晚上的黃金時段播出，接上一擋的《可惡的女人們》。《幻想情侶》是出自曾經編寫過KBS《豪傑春香》及SBS《My Girl》這兩套人氣劇集的洪氏姊妹（洪定恩、洪美蘭）作家的手筆，改編自1987年好萊塢電影，由Group8製作公司負責製作。
此劇由曾出演過KBS《九尾狐外傳》及SBS《那夏天的颱風》的韓藝瑟、參演過KBS《第二次求婚》、《感謝人生》及MBC《新進社員》、《秋日驟雨》的吳智昊，加上金成珉和朴寒星主演，另有金正旭、鄭秀英、李相怡、李美英及金光奎等演員參與演出。
《幻想情侶》播出後，深受觀眾歡迎，更在年底的2006年MBC演技大賞橫掃多個獎項，以及在2007年4月尾舉行的第43屈百想藝術大賞頒獎典禮中獲得多項提名，更勇奪得女人氣獎，就連2007年SBS播出的劇集《錢的戰爭》，也曾經以《幻想情侶》中主角的名字「張哲秀」、「趙安娜」作對白，更以「張哲秀」與「趙安娜」組合的名字作角色——趙哲秀，可見此劇的受歡迎程度之高。

## 劇情介紹
《幻想情侶》講述一個因意外喪失記憶的有錢女人與一個要養活3個侄子、努力工作的普通男人之間幻想般的愛情故事。
出身自富裕家庭的趙安娜，自幼便父母雙亡，在12歲時，連唯一的親人祖母也離世，她承繼著大筆遺產，周邊的人都因為她的富有而對她阿謏奉承。自此，安娜的性格就變得自大、自私、不可一世，認為錢是萬能的。
長大後，在一個舞會中，安娜那女王般的魅力吸引著一個年輕才俊朴比利，後來，安娜更與他結婚，度過五年的婚姻生活。可是，這五年的婚姻生活對比利是一個惡夢，比利的愛不但打不開安娜心中的門，更要忍受安娜那惡劣的性格，過着不幸福的生活......
有一次，比利到南海暫時管理著安娜的度假村，他以為會得到一點安靜的時間，可是，安娜突然從美國回來，令比利重新過著痛苦的日子。比利曾經想過離婚，但當他想到自己將會成為一個窮光蛋時，就退縮了。
安娜回到韓國，在回度假村時，車子拋錨，哲秀路過幫她時．安娜誤將做維修工程的張哲秀打傷，更無意中拿走哲秀的錢。之後，安娜與哲秀因這次誤會再碰面多幾回，大家都互不相讓，最終成為了冤家。
安娜不滿在南海的不愉快經歷，要比利與她一同回美國。在比利的離別派對，安娜與比利因一次誤會而吵架。比利忍無可忍，要求離婚，心情不好的安娜在遊艇上飲醉酒，不小心墮海。經過搜索後，終究找不到安娜，比利以為她已經葬身大海......
為了找回被安娜丟到海裡的工具，哲秀險些浸死。在醫院裡，哲秀遇到那個多番折磨他的女人——趙安娜。哲秀連她的名字也不知道，而安娜因那次意外喪失了記憶，哲秀認為這次是一個對她復仇的機會，正好哲秀需要一個傭人去照顧他的三個侄子，便騙她其實她是哲秀的愛人，叫做羅桑實（港譯：麥道舞）（韓語中，「羅桑實」與「我喪失」同音。張哲秀取其名羅桑實，是因為趙安娜喪失人格、喪失概念、喪失禮貌及喪失記憶），開始了安娜與哲秀在他家打打鬧鬧、幻想般的愛情故事......

## 演員列表

### 主要角色
| 演員   | 角色                                         | 角色介紹 | 粵語配音 （无线） | 粵語配音 （有线） |
| 韓藝瑟 | 趙安娜 （英語：Anna Joh）羅桑實 （無綫譯名：麥道舞） | 自幼失去父母，12歲時連唯一的親人——祖母也離世了，性格變得冷酷無情、高傲自大。長大後，因為朴比利的熱烈追求，而答應他的求婚。婚後，雖然安娜認同比利是她的家人，但她仍不能對他打開心中的門，令比利過著不幸福的生活。在安娜失憶變成「羅桑實」，住在冤家張哲秀的那段時間，儘管兩人吵吵鬧鬧地過著日子，但是，安娜重新感受到家的溫暖、人與人之間的愛...... | 許盈              | 莎拉              |
| 吳智昊 | 張哲秀 （無綫譯名：張哲修）                  | 哲秀的哥哥與嫂子因交通意外過身了，留下了3個侄兒，哲秀頓成一家的經濟之柱，連他的初戀情人吳柔靜也要放開，但哲秀沒有放棄，繼續努力賺錢養家。哲秀頭腦好，腦海充滿很多拉生意的想法，因為擔心3個侄兒的未來，哲秀因此變得非常愛錢。第一次遇上安娜，就因為誤會被安娜拿走了哲秀的錢。為了找回失去的錢，哲秀只好騙失去記憶的安娜回家當傭人...... | 陳廷軒            |                   |
| 金成珉 | 朴比利 （英語：Billy Park）                            | 比利出身自貧窮的家庭，但因為他努力讀書，在外地有名的大學學成歸來，成為一個傑出的商界人才。在一個舞會上，比利第一次遇上趙安娜，他被安娜那女王般的魅力所吸引，而主動邀請她跳舞，並因此愛上了她，與她結婚。但是，比利在婚後過著不幸的日子，受著安娜那惡劣的性格磨。比利曾想過離婚，但因著他那憂柔寡斷、膽小的性格，加上他不想成為窮光蛋而放棄。失去記憶的安娜是一個可以讓比利放棄她的好機會......                                                        | 蘇強文            | 竺諺鴻            |
| 朴寒星 | 吳柔靜 （無綫譯名：吳友菁）                  | 在哲秀的哥哥與嫂子未發生事故前，柔靜與哲秀是一對戀人。事故後，哲秀因為要照顧3個侄子而放棄了這段感情。後來，柔靜也遇上個正在美國修讀博士的男人，並與他訂婚。柔靜正要前住美國完婚之際，未婚夫提出要解除婚約，因為他有了他愛的人，這婚事是因為父母的要求才拖到現在。柔靜見到哲秀的家多了一個女人，引起了她的妒忌心，令她想再一次找回失去了的愛情......另外，原裝韓版中的桑實，平日慣常稱呼她為「捧花的」，因為桑實最初幾次與她相見，她手上總是捧著鮮花。 | 鄭麗麗            | 陳子瑩            |

### 其他角色
| 演員   | 角色                        | 角色介紹 | 粵語配音 （无线） | 粵語配音 （有线） |
| 金正旭 | 河德久                      | 德久是張哲秀的鄰居，並在哲秀的工程公司工作，因為公司只有他們兩人，所以他們的關係親如兄弟。在村子裡，常被姜子纏著，而說謊騙她在下雪天才見她（事實上，南海通常是不下雪的）。                                                                             | 梁偉德            | 黃榮璋            |
| 鄭秀英 | 姜子 （無綫譯名：李江子）   | 張哲秀所住村子的居民，是一個瘋子，卻喜歡上河德久。姜子常常希望下雪，因為德久說下雪天才可以找他。自從趙安娜（羅桑實）來到這村子後，姜子便常跟在桑實姐的身後。一個失憶的人加上一個瘋子，她們二人常被村民當成是好朋友(但桑實一直不肯承認姜子是她的朋友)。 | 陳凱婷            | 張雪儀            |
| 李相怡 | 沈孝貞 （無綫譯名：申效晶） | 孝貞在哲秀3個侄子讀的小學當教師，是吳柔靜的好朋友，她希望嫁給有錢人。在小學的畫展遇上德久，誤信哲秀最小的侄子的說話，以為德久家養著100頭牛（小侄子不懂數出100，認為100就是多的意思）而追求他。                                                         | 林元春            |                   |
| 李美英 | 禹啟秀 （無綫譯名：禹紀珠） | 啟秀是德久的母親，獨個兒養大他，因而感到孤獨。她主要靠農活和其他雜務維生，哲秀有事外出時她亦負責照顧他三個侄子。有一次在渡假村幹活時，遇上了高中時在大邱住的鄰家弟弟——孔英久。                                                                         | 伍秀霞            |                   |
| 金光奎 | 孔英久                      | 英久在趙安娜的渡假村當室長，不過他主要跟隨社長朴比利工作。在安娜失憶期間，英久常常為比利想方法避免安娜回來。在渡假村工作期間，英久再次遇上他在高中時暗戀的姊姊——禹啟秀。另外，他還有當街小便的壞習慣。                                                 | 招世亮            | 趙錦標            |

## 特色
口頭禪
- 「瞧瞧那鬼樣」（： gao la ji ha gu nen）：趙安娜的口頭禪，因她的性格自大、挑剔，凡有人和事是她看不過眼，她都會衝口而出：「瞧瞧那鬼樣。」
- 「不喜歡」（： mam e an deul eo）：每當安娜不喜歡某人某事，都會說這句。

藍色生死戀情節
- 在英久和啟秀重遇後，在部份講述他們二人的情節，經常大玩藍色生死戀部份情節，例如「單車」、「絕症」、「親戚」、「電話亭」、「打掃」。此時背景音樂更會奏出藍色生死戀中的「Romance De Amour」。

追逐場面
- 劇中常常都會出現的情境，例如，安娜初遇姜子，在雜貨店因姜子而被誤會是小偷，與姜子逃避老闆娘的追捕；另一個例子是：在姜子拿了比利與安娜的結婚照時，比利為了避免安娜看到而找回記憶，而展開他們的追逐，過程中，導演還讓演員們扮慢動作跑步(其實觀眾都不難看出，他們的慢動作是扮出來)，場面引人發笑。

口不對心（心口不一）場面
- 失了憶後的安娜，仍然是一名高傲自大和挑剔的女子，當她初次接觸炸醬麵、米酒以及花鬥(韓國一種用作賭博的紙牌)，最初她都拒絕嘗試，但在下一個鏡頭卻看見她吃/喝/玩得津津有味/興高采烈，最後還愛上了它們。

巴士站
- 劇中一個重要場地，桑實和哲秀之間的趣事，經常都在這些「包箱型」室內巴士站內發生。當哲秀發現桑實不知所終，亦經常在巴士站裡找到她(因為很多時她都喜歡獨個兒坐在這裡發呆)。當桑實做回安娜後，她與哲秀第一次相遇便是在這裡。這裡更是安娜正式同哲秀「分手」的場地。

沙發
- 桑實在哲秀家中睡覺的地方。在劇中經常出現桑實躺在沙發中的的戲份，包括哲秀看著正在睡覺的她，或者她自己的內心戲。後來哲秀按桑實的要求，在沙發中加上發熱線，讓她在嚴寒中仍感到溫暖。亦因為桑實慣常在沙發上睡覺，所以當她恢復記憶做回安娜，返家後的她竟然仍舊睡在沙發上。

藥膏布
- 桑實第一次做家務，弄至肌肉酸痛時哲秀替她貼下的東西。從此，她便認為任何痛楚都可以用藥膏布消除。哲秀感冒，比利跌倒擦傷，自己扭傷了腿，她都只想到貼藥膏布。

寵物
- 花順——張哲秀家養的狗女。安娜為了找回被哲秀賣了的Princess（公主——貓名），而搶走了花順，作交換條件。安娜失憶後，有一次，安娜誤會哲秀要把花順賣掉，發生了一段「人狗情未了」的爆笑場面。
- Princess（公主）——安娜的寶貝，把它當家人看待，是一隻價值一千萬圜的波斯貓(但哲秀卻一度以五十萬圜賣了給寵物店)。安娜失憶後，比利曾一度將Princess送走，但當比利聽到員工以為他是為了錢而設計殺害夫人時，便立即以高價從寵物店贖回。後來比利常常帶著Princess去找安娜，希望與安娜培養感情後，重新把她帶回去。
- 所羅門 ——比利所養的橙色金魚，比利視它如親人一樣，他更曾經將一邊耳筒放在魚缸旁邊，讓所羅門與他一起聽音樂。不過後來安娜卻在與比利發生爭執時，誤將酒杯擊破魚缸，令所羅門缺水致死。結果比利一怒之下，向安娜提出離婚。所羅門之死，可謂成了故事中的主角，命運和關係改變的轉捩點。

食物
- 炸醬麵——安娜在失憶後，第一次嘗到她覺得最美味的食物，桑實喜歡的東西之一。趙安娜肚餓的時候便只會想吃炸醬麵，經常叫哲秀買炸醬麵給她吃，經常帶小朋友去吃炸醬麵，後來請客也說要請吃炸醬麵。哲秀曾經說過：「她（桑實）不用吃飯，天天只會吃炸醬麵。」而安娜第一次成功親手炮製的食物，便是即食炸醬拉麵。安娜在劇中吃炸醬麵的場面出現過不下十次。在香港無線電視播映期間，韓國食品專門店的即食炸醬麵一度賣斷市。

酒
- 馬格利——安娜第一次幫德久的媽媽幹農活後，晚飯時喝的酒。當晚，安娜喝得醉醺醺，還自個兒跳起華爾滋舞步來。自此米酒便成為桑實喜歡的東西之一，也成為引誘安娜乖乖合作的工具。到了後來安娜恢復記憶後，她更與下了班的員工一起喝米酒，大家更打成一片相處融洽。

服飾
- 裙子——桑實總是愛穿裙子，絕大部份時間她都是穿上裙子的。她穿上褲子的時刻並不常見。其中只有安娜失憶後，以「羅桑實」的身份離開醫院時，穿上啟秀的「大嬸」服飾，跳繩，以及桑實到渡假村浸Spa時，所穿的才是褲子。不過她在穿裙子的同時，很多時候(尤其時睡覺時)都會在內裡穿上一條窄身褲子作「打底」。
- 球衣——劇中哲秀、德久以及部份與哲秀認識的人物，都經常穿上南海晨練足球隊（一間業餘足球會）的藍色長袖球衣當便服，哲秀所穿的是8號(另外他還有一件相同號碼的紅色球衣，留在安娜的遊艇上)，而德久則穿上10號。另外亦有其他閒角，分別穿上7號、12號、14號、31號等號碼球衣當便服。在英久和比利滲入球會接近哲秀時，他們分別穿上13號及31號球衣，當哲秀的隊友一起踢球。

## 外景地
- 全劇的外景拍攝取自韓國慶尚南道[3]南海市及鄰近地區。從首爾乘巴士約5小時就可以到達韓國的南海寶島。1973年橋樑和陸地相連接，更是使島，山，海互相配合構成了一幅自然美景的圖畫。 南海島本身是由山脈延伸到海水中而形成，這裏屬於還未開發的自然旅遊區，階梯式的農田，以農業和漁業為的人們，向我們展示著韓國半世紀的景象。她雖是個窮鄉，但在自然山海之間，卻滿有德國風情，這裏不僅建有德國式藝術村，還有一條滿布德式房子的村落。[4]

## 獎項
| 大獎                     | 獎項                       | 得獎者                     | 結果 |
| ------------------------ | -------------------------- | -------------------------- | ---- |
| 2006年MBC演技大賞        | 連續劇賞（網絡投票）       | 幻想情侶                   | 獲獎 |
| 2006年MBC演技大賞        | 最佳情侶（網絡投票）       | 韓藝瑟、吳志昊             | 獲獎 |
| 2006年MBC演技大賞        | 男子人氣賞（網絡投票）     | 吳志昊                     | 獲獎 |
| 2006年MBC演技大賞        | 女子人氣賞（網絡投票）     | 韓藝瑟                     | 獲獎 |
| 2006年MBC演技大賞        | 女子優秀賞                 | 韓藝瑟                     | 獲獎 |
| 2007年第43屆百想藝術大賞 | 電視劇部門 新人導演賞      | 金相浩《幻想情侶》         | 提名 |
| 2007年第43屆百想藝術大賞 | 電視劇部門最佳演技賞（女） | 韓藝瑟《幻想情侶》         | 提名 |
| 2007年第43屆百想藝術大賞 | 電視劇部門劇本獎           | 洪貞恩、洪美蘭《幻想情侶》 | 提名 |
| 2007年第43屆百想藝術大賞 | 電視劇部門人氣獎（女）     | 韓藝瑟《幻想情侶》         | 獲獎 |

## 電視原聲帶
曲目：
1. Intro Title -
2. Want U! - （譯音：池英善）
3. （中譯：就是討厭我） -  (Benny)
4. - （譯音：池英善）
5. Just We - 엠패밀리（M. Family）
6. Happy My Star (feat. As One) (Drama ver.) - （譯音：健輝）
7. 기억[] 错误：{{Lang}}：无文本（帮助） (Drama ver.) - （譯音：健輝）
8. Lei E' Bella -
9. Don't Hate Me 1 -
10. Don't Hate Me 2 -

### 其他搭配歌曲
- 台灣緯來戲劇台版本 
  - 片尾曲：張棟樑《錯了再錯》
- 香港無綫電視翡翠台版本 
  - 主題曲：鄧健泓《阿四》

## 收視率

### 韓國
根據TNS Media 的收視調查（大多數媒體機構採用），面對住同時段KBS《大祚榮》這個強勁對手，《幻想情侶》開播後一直維持著雙位數字的收視率。尾段將近大結局，此劇不斷創自身的收視新高，結局週平均收視超過20%，第16集大結局的收視率更高達22.7%，與KBS《大祚榮》差不多看齊。
| 集數       | 播放日期   | TNS收視率 | TNS收視率 | AGB收視率 | AGB收視率 |
| 集數       | 播放日期   | 首爾地區  | 全國地區  | 首爾地區  | 全國地區  |
| ---------- | ---------- | --------- | --------- | --------- | --------- |
| 1          | 2006/10/14 | 10.2%     | 11.1%     | 10.2%     | 10.4%     |
| 2          | 2006/10/15 | 10.9%     | 10.9%     | 10.2%     | 9.9%      |
| 3          | 2006/10/21 | 13.4%     | 12.5%     | 12.0%     | 11.0%     |
| 4          | 2006/10/22 | 13.9%     | 13.6%     | 12.5%     | 11.7%     |
| 5          | 2006/10/28 | 17.0%     | 16.6%     | 15.5%     | 14.6%     |
| 6          | 2006/10/29 | 15.2%     | 15.1%     | 12.5%     | 11.8%     |
| 7          | 2006/11/04 | 11.7%     | 11.7%     | 11.8%     | 11.4%     |
| 8          | 2006/11/05 | 13.9%     | 13.7%     | 10.9%     | 11.4%     |
| 9          | 2006/11/11 | 13.8%     | 13.5%     | 13.5%     | 12.9%     |
| 10         | 2006/11/12 | 13.8%     | 13.7%     | 13.6%     | 13.2%     |
| 11         | 2006/11/18 | 15.2%     | 14.9%     | 12.8%     | 12.7%     |
| 12         | 2006/11/19 | 15.2%     | 16.1%     | 12.8%     | 15.8%     |
| 13         | 2006/11/25 | 16.0%     | 16.4%     | 14.6%     | 14.1%     |
| 14         | 2006/11/26 | 17.0%     | 17.1%     | 17.0%     | 16.7%     |
| 15         | 2006/12/02 | 21.4%     | 21.1%     | 19.2%     | 18.6%     |
| 大結局     | 2006/12/03 | 23.4%     | 22.7%     | 22.4%     | 21.4%     |
| 平均收視率 | 平均收視率 | 15.1%     | 15.0%     | 14.0%     | 13.6%     |

### 香港
| 集數       | 播放日期   | 收視點 |
| ---------- | ---------- | ------ |
| 1          | 2007/11/04 | 12點   |
| 2          | 2007/11/11 | 16點   |
| 3          | 2007/11/18 | 16點   |
| 4          | 2007/11/25 | 15點   |
| 5          | 2007/12/02 | 14點   |
| 6          | 2007/12/09 | 13點   |
| 7          | 2007/12/16 | 15點   |
| 8          | 2007/12/23 | 16點   |
| 9          | 2007/12/30 | 15點   |
| 10         | 2008/01/06 | 18點   |
| 11         | 2008/01/13 | 17點   |
| 12         | 2008/01/20 | 17點   |
| 13         | 2008/01/27 | 21點   |
| 大結局     | 2008/02/03 | 20點   |
| 平均收視點 | 平均收視點 | 16.1點 |

## 各地播放時間
（依地區的首播時間作排列）
| 地區     | 電視台                              | 譯名                   | 首播                                            | 時段                                                                                             | 集數 | 主題曲                                     |
| -------- | ----------------------------------- | ---------------------- | ----------------------------------------------- | ------------------------------------------------------------------------------------------------ | ---- | ------------------------------------------ |
| 香港     | 無綫收費電視劇集台                  | 茶煲阿四               | 2007年5月20日 至 2007年7月9日                   | 香港時間逢星期日，下午3時正及晚上9時05分、逢星期一凌晨3時05分及早上9時05分，每時段連續播映兩集   | 16集 |                                            |
| 香港     | 無綫電視翡翠台 ∕ 無綫電視高清翡翠台 | [ 註 3 ]               | 2007年11月4日 至 2008年2月3日                   | 香港時間逢星期日，晚上10時正至11時30分播映一集                                                   | 14集 | 廣東版主題曲：「阿四」，由鄧健泓主唱。     |
| 香港     | 無綫電視高清翡翠台                  | 茶煲阿四               | 2008年10月28日 至 2008年11月25日                | 香港時間逢星期一至五，晚上6時正至7時正、11時30分至12時30分 及 翌日凌晨 3時45分至4時45分 播映一集 | 21集 | 廣東版主題曲：「阿四」，由鄧健泓主唱。     |
| 中国大陆 | 華娛衛視（主要是廣東地區）          | 夢幻情侶               | 2007年5月28日 至 2007年6月11日                  | 北京時間逢星期一至五，晚上7時正；逢星期一至五上午5時或下午12時15分重播，每時段連續播映兩集       | 22集 |                                            |
| 臺灣     | 緯來戲劇台                          | 幻想情侶               | 2007年5月29日（晚上10時首播） 至 2007年6月30日  | 台灣時間逢星期一至六，晚上8時、10時；零晨0時、中午12時各時段播放，每時段播映一集                 | 24集 | 台灣版主題曲：「用力抱著」，由梁靜茹主唱。 |
| 日本     | BS JAPAN                            |                        | 2007年8月10日（晚上10時首播） 至 2007年11月23日 | 日本時間逢星期五，晚上10時，每時段播映一集                                                       | 16集 |                                            |
| 马来西亚 | 八度空間                            | 夢幻情侶版本：臺灣版本 | 2007年12月10日                                  | 馬來西亞時間，每逢星期一至五，晚上8時30分                                                        | 24集 |                                            |